# State Bank and Trust Company
La State Bank and Trust Company est un ancien bâtiment bancaire situé dans le centre-ville de Tonopah, dans le Nevada, aux États-Unis. Il est inscrit au Registre national des lieux historiques depuis le 20 mai 1982.